# بيتر راجيتش
بيتر أنطون راجيتش (من مواليد 12 يونيو 1959) هو رجل دين كرواتي/كندي من الكنيسة الكاثوليكية، عمل في السلك الدبلوماسي للفاتيكان في الأول من يوليو 1993، عُيّن سفيرًا بابويًا لدى إيطاليا وسان مارينو في 11 مارس 2024.

## سيرته
يُعد المونسنيور بيتر أنتون راجيتش، المولود في تورونتو بتاريخ 12 يونيو 1959، أحد أبرز الشخصيات الدبلوماسية في الكنيسة الكاثوليكية. ينحدر بيتر من أصول كرواتية بوسنية، حيث هاجر والداه ليبران ودومينيكا راجيتش من البوسنة والهرسك إلى كندا، وهو الابن البكر بين ثلاثة أشقاء.
تميز بيتر منذ صغره بقدراته اللغوية الاستثنائية، حيث يجيد خمس لغات بطلاقة: الإنجليزية والكرواتية والفرنسية والإيطالية والبرتغالية، مما ساعده لاحقاً في مسيرته الدبلوماسية المتميزة. انضم إلى السلك الدبلوماسي للكرسي الرسولي عام 1993، ليبدأ مسيرة حافلة امتدت لأكثر من ثلاثة عقود من الخدمة في مختلف المحافل الدولية.
في 11 مارس 2024، وصلت مسيرة بيتر إلى ذروتها بتعيينه كممثل بابوي (نونسيو رسولي) لدى إيطاليا وسان مارينو، وهي واحدة من أهم المناصب الدبلوماسية في الفاتيكان نظراً للأهمية التاريخية والروحية لإيطاليا كمقر للكنيسة الكاثوليكية. يعكس هذا التعيين الثقة الكبيرة التي يحظى بها بيتر في الأوساط الكنسية، نتيجة خبرته الواسعة وتميزه في خدمة الدبلوماسية البابوية.

## مسيرة دبلوماسية حافلة في خدمة الكرسي الرسولي
انضم المونسنيور بيتر أنتون راجيتش إلى السلك الدبلوماسي للفاتيكان في الأول من يوليو 1993، حيث بدأ رحلته المتميزة عبر محطات دولية متنوعة. شغل في بداية مسيرته مناصب دبلوماسية في كل من إيران وليتوانيا، كما عمل ضمن مكتب أمانة سر الدولة في الفاتيكان بروما، حيث اكتسب خبرة عميقة في الشؤون الدبلوماسية الكنسية.
في الثاني من ديسمبر 2009، كرمه البابا بندكت السادس عشر بتعيينه رئيس أساقفة فخري على سارسنتيروم، مع منحه مهام نونسيو رسولي لكل من الكويت والبحرين وقطر، بالإضافة إلى تعيينه مندوباً رسولياً لشبه الجزيرة العربية. تمت رسامته الأسقفية في الثالث والعشرين من يناير 2010 برعاية الكاردينال تاركيزيو برتوني، قبل أن يُعهد إليه بمسؤوليات إضافية كنونسيو لليمن والإمارات العربية المتحدة في السابع والعشرين من مارس 2010.
مع تولي البابا فرنسيس زمام الأمور، شهدت مسيرة بيتر تطوراً جديداً عندما عُين في الخامس عشر من يونيو 2015 نونسيو رسولياً لأنغولا وساو تومي وبرينسيبي، حيث أمضى أربع سنوات في خدمة الكنيسة في تلك المنطقة. وفي منعطف آخر من مسيرته، نُقل في الخامس عشر من يونيو 2019 ليكون نونسيو رسولياً لليتوانيا، ثم أضيفت إلى مسؤولياته في السادس من أغسطس من نفس السنة مهام التمثيل البابوي لكل من إستونيا ولاتفيا.
وصلت هذه المسيرة الحافلة إلى ذروتها في الحادي عشر من مارس 2024، عندما عُيّن نونسيو رسولياً لإيطاليا وسان مارينو، في تكريم لمسيرته الطويلة وإنجازاته الدبلوماسية المتميزة في خدمة الكرسي الرسولي عبر ثلاثين عاماً من العمل الدؤوب في مختلف أنحاء العالم.